# Отбор Умизуми
„Отбор Умизуми“ (на английски: Team Umizoomi) е американски игрален компютърно анимиран сериал, който дебютира по Nickelodeon в Съединените щати на 25 януари 2010 г. На 20 февруари 2014 г. е съобщено, че сериалът няма да бъде подновен за пети сезон, а игралните роли не са кредитирани. Повторенията са излъчвани по канала и блока Nick Jr.

## В България
В България сериалът започва излъчване по Super7 с войсоувър дублаж. Ролите се озвучават от Петя Абаджиева, Даниела Горанова, Вилма Карталска и Явор Караиванов.
По-късно се излъчва и по локалната версия на Nickelodeon с нахсинхронен дублаж, записан в студио „Александра Аудио“. В него участва Анислав Лазаров, който озвучава Бот.